# Jonathan Zacaría
Jonathan Fabián Zacaría (Ramos Mejía, 6 febbraio 1990) è un calciatore argentino, centrocampista dell'Almirante Brown.

## Palmarès

### Club

#### Competizioni nazionali
- Campionato cileno: 1

Universidad de Chile: 2016-2017 C